# Бутилка
Бутилката (или шише) е малък съд с гърло, по-тясно от основната част. Бутилките обикновено се правят от стъкло или пластмаса и основната им употреба е за съхранение на течности, например вода, мляко, вино, алкохол, мастило и т.н. С цел по-добро съхранение, често бутилките днес се запечатват с капачка.

## История
Историята на произхода на бутилката може да се проследи до далечното минало. Едни от най-ранните засвидетелствани бутилки се появяват в Китай, Финикия, Крит и Рим. Първата работилница за стъкло е намерена от археолози в Амарна, Египет и е датирана на 1370 г. пр.н.е. Древните египтяни придават голямо значение на формата на бутилката, правят фигури на хора или на плодове, които оформят от кварцова паста около метален прът. По-късно в Сидон, Финикия се появява решителна техническа иновация за производството на стъклени бутилки – тръба за издухване на стъкло, която отменя досадното оформяне и металния прът, което ускорява производствения процес. Голямо количество оцелели предмети от стъкло, отнасящи се към периода на Римската империя, са намерени при археологически разкопки и свидетелстват за широка употреба на бутилки и флакони за различни цели. Бутилките в Древен Рим се издухват по определен образец и клеймото върху тях е едно и също.
След Кръстоносните походи производството на стъклени изделия започва да се развива и в Европа, като през 13 век търпи развитие венецианската стъклена промишленост. Още едно важно техническо нововъведение в стъкленото производство се прокарва в Англия през 1611 г., когато е изобретена и патентована печка за стъкло, работеща с каменни въглища. По-рано стъклото се обработва на огън на дърва, а получаваните продукти са крехки и чупливи. Температурата на горене на каменните въглища е по-висока и способства за приготвянето на по-здрави бутилки от тъмни стъкло, което се харесва на винарите. Постепенно, благодарение на техническия напредък, бутилката се превръща от предмет на разкоша в удобен съд, годен за търговия на различни продукти.
Още по-ефективна технология за производство на бутилки е изобретена от англичанина Майкъл Оуенс през 1901 г., след която се появяват първите автоматични бутилиращи машини.

### Етимология
Думата на български произлиза от старофренското boteille, от простонародно латинското butticula, от латинизираната гръцка дума βοῦττις (бутис) – „съд“. Другата дума, използвана като синоним на бутилка в българския език, шише, е заемка от турски – şişe.

## Видове бутилки

### Стъклена бутилка
Стъклената бутилка е по-скъпа, в резултат на което напитките в такива бутилки са по-скъпи, отколкото аналогичните пластмасови бутилки със същия обем. Все пак, стъклената бутилка в комбинация с качествена коркова тапа позволява дългосрочното отлежаване на виното. Стъклото има всички нужни качества за дълготрайно съхранение. Те, също така, предоставят възможност за многократно използване.

### Пластмасова бутилка
Сред съдовете за бутилиране на газирани напитки, пластмасовите бутилки са най-популярни, поради техните ниски производствени разходи. Тези бутилки по принцип имат по-голям обем от стъклените и са по-устойчиви, поради еластичността им. Пластмасовите бутилки са много популярни в бита, тъй като могат да се използват за различни нужди. От 1973 г. се използват бутилки от полиетилентерефталат (PET).

### Алуминиева бутилка
Бутилките от алуминий често се използват за допълнителна издръжливост и рециклиране.

## Въздействие върху здравето и околната среда
През последните десетилетия нараства използването на пластмасови PET-бутилки и кенове. Те са по-евтини за производителите, тъй като са опаковки за еднократна употреба, но замърсяват околната среда, и могат да бъдат дори опасни за здравето. PET пластмасата (полиетилентерефталат – материал, от който най-често са направени бутилките) съдържа химикали, които, когато бутилките са изложени на високи температури или когато течността се съхранява в PET пластмаси за по-дълги периоди от време, могат да се отделят в течността.
Течностите в алуминиеви бутилки и банки (кенове) придобиват специфичен метален привкус. Това може да се дължи на емайла, с който се покрива вътрешната повърхност на кеновете. Освен това, за да се увеличи срокът на годност на бирата, в кеновете се добавят различни стабилизатори и консерванти. Кеновете се характерни най-вече за Америка и развиващите се страни.
Проведено през 2010 г. проучване показва, че преобладаващото мнозинство (88%) от европейските потребители предпочитат стъклените опаковки пред другите опаковъчни материали като допринасящи за здравословния начин на живот. Едно от основните предимства на стъклото е, че то е инертно, т.е. не взаимодейства със съдържанието и не променя пивото, съхранявано в него.
Основен проблем с опаковките в България е липсата на депозитна система и нежеланието на търговските обекти да изкупуват празен стъклен и пластмасов амбалаж. Въвеждането на депозитната система обаче среща съпротива от организациите за разделно събиране, тъй като по този начин те ще загубят част от бизнеса си.